# Capilla de San Eulogio (Mezquita-catedral de Córdoba)

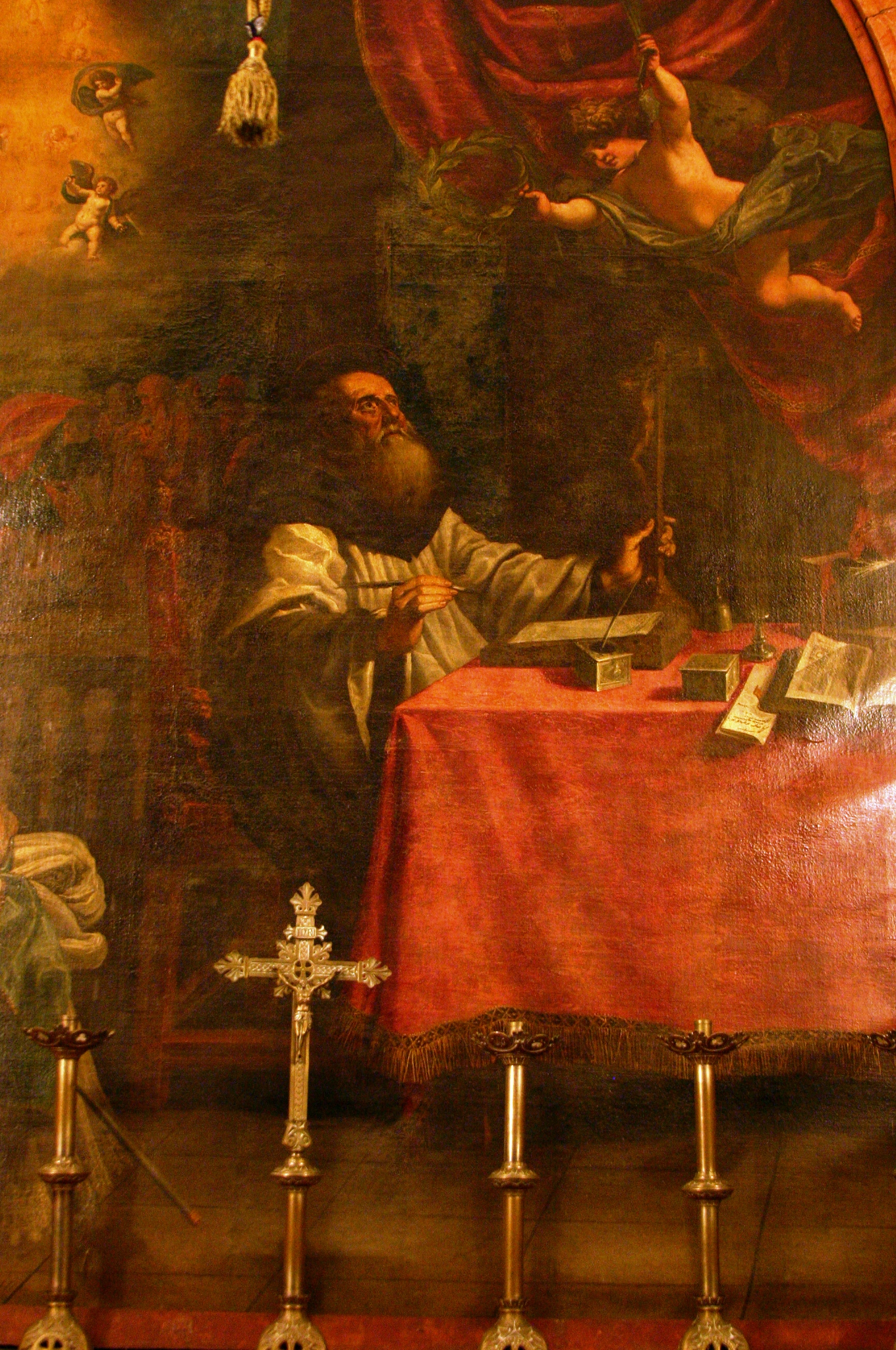
Lienzo de Vicente Carducho que representa a san Eulogio.

La capilla de San Eulogio se encuentra adosada al muro norte de la Mezquita-catedral de Córdoba. Su construcción data de 1618 por Andrés Sánchez de Rueda, canónigo y arcediano de Castro del Río. 
En el exterior se observa un frontón de mármol con una imagen anónimo de san Andrés, motivo por el que la capilla recibió anteriormente este nombre.
El jesuita Alonso Matías fue el encargado de realizar el retablo de la capilla con jaspe rojo de Cabra como el altar de la capilla mayor, aunque el cuadro de San Eulogio fue realizado por el pintor italiano Vicente Carducho sobre la década de 1620, pintor de cámara del rey Felipe III de España y más tarde de Felipe IV. El cuadro fue adquirido en Madrid por Andrés Sánchez de Rueda, fundador de la capilla, y trasladada a la misma. La escena muestra a un ángel revelando la corona del martirio a Eulogio, representado con el báculo, la mitra y la capa, símbolos como arzobispo de Toledo. Al fondo se representa su martirio, acontecido en el año 859, cuando fue degollado por órdenes del emir Muhammad I de Córdoba. Los restos fueron trasladados por el rey Alfonso III de Asturias (r. 866-910) y se conservan en la cripta de Santa Leocadia de la catedral de Oviedo.